# Барташевич, Александр Анатольевич
Алекса́ндр Анато́льевич Барташе́вич (латыш. Aleksandrs Bartaševičs; 31 декабря 1965, Резекне) — латвийский политический и хозяйственный деятель, бывший мэр Резекне.

## Биография
Корни семьи Александра Барташевича связаны с Латгалией в нескольких поколениях. Род его отца Анатолия Александровича происходит из деревни Анзели. Жили скудно, почти круглый год ходили босиком, надевая ботинки только в церковь. Домашние животные — так называемая «скотинка», — зимой жили прямо на кухне. Послевоенное время было тяжелое, однако Анатолий Александрович выучился и начал работать инженером-строителем в Резекненской межколхозной строительной организации (МСО). В его семье выросли два сына, Александр родился в Резекне 31 декабря 1965 года.

### Детство и юность
Александр закончил Резекненскую среднюю школу № 6 в 1983 году.
Баловать детей в Латгалии не принято, поэтому Александр был приучен к труду с детства и считает, что от отца получил только положительный опыт. Анатолий Александрович Барташевич проявил себя как талантливый руководитель и многие годы возглавлял Резекненскую МСО. Благодаря трудовым и общественным успехам вошел в элиту советской Латвии — был избран в ЦК Компартии Латвии и в Верховный совет страны.
Сыновья выбрали такую же профессию, как он, поступив в Рижский политехнический институт на факультет промышленного и гражданского строительства. Первый опыт Александр получил в 1990—1991 году прорабом в той же Резекненской МСО.
В Латвии набирали обороты перестройка и антикоммунистические идеи, поэтому высокий статус отца «при советах» в 1990-е сулил сыновьям только проблемы. Они создали для себя рабочие места сами: в 1991 году зарегистрировали компанию «Латгалия», которая начала выпускать стройматериалы, а затем и брать подряды на строительство. Александр работал там заместителем директора и уверен: строители всегда нужны, работоспособный специалист всегда и везде пригодится.

Предложение баллотироваться в Сейм вместо отца по списку партии «Равноправие» в 1993 году Александр воспринял как выполнение сыновнего долга: возможностей в частном бизнесе тогда было куда больше, чем на парламентской скамье, да еще в глухой оппозиции. «Равноправие» считало, что надо не ликвидировать промышленный потенциал, полученный Латвией в наследство от Советского Союза, а развивать его. Однако оппоненты были против. 
«Большинством Верховного Совета Латвийской ССР в 1991 году была выбрана дорога деиндустриализации, приватизации и деоккупации, и эти термины тогда были неприемлемы для моего отца», — вспоминает Александр Барташевич. 

### В Сейме Латвийской Республики
В 1993 году А.Барташевич избран в 5-й Сейма от партии «Равноправие», получившей в парламенте 7 мандатов Работал в комиссии по запросам, комиссии по политике народного хозяйства, села, среды и регионального развития, в ее подкомиссии по промышленности и энергетике.
Участвовал в парламентской комиссии по расследованию получения и использования гарантированных государством кредитов — это были первые западные деньги по линии G-24, выделенные восстановившей независимость стране и большей частью расхищенные или растраченные, что и потребовало вмешательства депутатов Сейма, чтобы найти виновных. Александр Барташевич работал в экономической подкомиссии этой специальной комиссии, действовавшей с 27.10.1994 до 21.09.1995.
В 1995 году А.Барташевич снова депутат, 6-го Сейма, по списку Латвийской Социалистической партии. До 21 декабря 1995 входил в блок Соцпартии и «Равноправия», почти год был независимым депутатом, а с 13 ноября 1996 года вошёл во фракцию Соцпартии-«Равноправия», а с 7 мая по 21 мая 1997 года был ее председателем. Работал в бюджетно-финансовой комиссии Сейма и комиссии по европейским делам, принимал участие в ряде депутатских групп, которые старались наладить сотрудничество Латвии с братскими странами бывшего Советского Союза: Россией, Белоруссией, Казахстаном, Узбекистаном.
В 1998 году избран депутатом 7-го Сейма, товарищем секретаря президиума. Работал в комиссиях по образованию, культуре и науке, в ревизионной комиссии. Принимал участие в группах по сотрудничеству с Россией, Белоруссией, Венгрией и Чехией. Был привлечен в комиссию по расследованию приватизации Латвийского морского пароходства и других стратегических предприятий.
Выступал в дебатах по законам «О государственном языке», «Об образовании», «О приватизации жилых домов государства и самоуправлений», «Об аренде жилых помещений», отстаивая права национальных меньшинств и социальное равенство.
В 2002 году избран в 8-й Сейм по списку политического объединения «За права человека в единой Латвии (ЗаПЧЕЛ)». Вторично избран в парламенте товарищем секретаря президиума. С 5 ноября 2002 года по 19 февраля 2003 года состоял во фракции ЗаПЧЕЛ, затем перешёл во фракцию объединения «Центр согласия», затем ставшую фракцией Партии народного согласия. Продолжал межпарламентские контакты с депутатами России, Белоруссии, а также Украины, Грузии, Армении, стран Центральной Азии. Работал в постоянных комиссиях Сейма: юридической и по противодействию коррупции, участвовал в комиссии по расследованию финансовой деятельности Эйнара Репше.

Принимал участие в обсуждении законов о земельной реформе в городах и сельской местности, об энергетике. При его участии парламент принял изменения в законе о статусе лиц без гражданства и бывших граждан СССР, отменив в 1998 году так называемые «окна натурализации» и открыв получение латвийского гражданства людям, которые были лишены любого гражданства после распада СССР и объявления гражданами Латвийской Республики только прямых наследников граждан Латвии, имевших такой статус на 17 июня 1940 года.
«Мы в Сейме принимали многие законы и поправки, облегчавшие права неграждан — в сотрудничестве с Евросоюзом, который вынуждал принимать наши инициативы „с черного хода“. Это и порядок пересечения границы, и визовый обмен, ликвидация различий между гражданами и негражданами, масса решений в социальной сфере. Всем этим мы можем гордиться. Я считаю себя достаточно прагматичным человеком. Чтобы руководить страной, нужны трезвый ум и четкое понимание последствий решений. К сожалению, о последствиях парламент думал меньше всего. Больше обсуждалось — а как это будет воспринято в коалиции, как партнеры на это посмотрят, как будем оправдываться, но ни в коем случае аргументы „что это даст стране“ или „что от этого потеряет страна“. До сих пор мы этим страдаем. Думаю, что если бы „Центр согласия“ пришел к власти, мы бы поменяли это отношение. У нас все-таки партия прагматиков и людей трезвомыслящих». А. Барташевич.

### На родину, в Резекне
На выборы 9 Сейма Барташевич баллотироваться не стал. Он вернулся в Резекне, чтобы работать по специальности, в семейной фирме SIA Latgalija.
В июне 2009 года избран депутатом Резекненской городской думы по списку Центра согласия, получившего на выборах убедительный перевес над остальными: 43,51 % голосов и 9 мест из 13. Из почти 14 тысяч избирателей 8684 проголосовали за Барташевича, свыше 3 тысяч отметили его особо, плюсом в избирательном бюллетене. Будучи безусловным фаворитом выборов, Александр 1 июля 2009 года был закономерно избран главой городской Думы. Он также возглавил финансово-бюджетный комитет, вошёл в комитет по инфраструктуре, развитию и общественному порядку.
Хозяйство одного из крупных промышленных центров Латвии, Резекне, находилось в упадке. Однако в активе у города была Специальная экономическая зона, созданная 23 апреля 1997 года на основании закона «О Резекненской специальной экономической зоне» — единственная СЭЗ Латвии вне морских портов. Она уже привлекла внимание зарубежных инвесторов, да и уцелевшим местным предприятиям добавила кислорода. Чтобы лучше использовать её потенциал, управление СЭЗ было преобразовано из частного предприятия, у которого стремление к прибыли опережало желание использовать СЭЗ как инструмент для развития города, в учреждение самоуправления — более прозрачное, управляемое и выгодное для предпринимателей.
Под руководством Барташевича Резекне начал привлекать европейское финансирование для развития инфраструктуры и объектов регионального значения. В 2010 году половина городского бюджета была сформирована за счет средств ЕС.
Хорошо зная строительную отрасль, мэр поставил задачу в конкурсах отсеивать демпинговые предложения, которые оборачивались в других городах Латвии неисполнением обязательств. «Сейчас я стою на стороне заказчика, но как строитель способен рассчитать, где тот предел демпинга, ниже которого нельзя опускаться в переговорах с потенциальными подрядчиками, — пояснял он. — Проблема в том, как юридически доказать, что ниже предлагаемой цены начинаются условия, которые практически невыполнимы. Конкретно, по объекту Zeimuļs („Карандаш“) у нас было 14 претендентов, и мы выбрали только восьмого по ценовому предложению, последовательно отказываясь от самых дешевых. Главное было — уверенность, что начавшая работу строительная организация доведет дело до конца, и нам не придется искать другого исполнителя с соответственными непредусмотренными тратами денег». Жизнь показала, что этот подход был правильным: все разыгранные в конкурсах городские объекты были построены вовремя и с надлежащим качеством.

### Zeimuļs[9]и Gors[10]
Латгалия больше других латвийских регионов пострадала от оттока населения в ЕС и экономического кризиса 2008-2009 годов. Важнейшей задачей Резекненской думы 2009 года было создание рабочих мест и условий для культурного и духовного развития горожан. Два крупнейших региональных проекта вдохнули в Резекне новую жизнь.
1 сентября 2012 года открылся Центр творческих услуг Восточной Латвии Zeimuļs (с латг. — «карандаш»). Из 6,5 миллионов латов, потраченных на возведение современного здания из стекла и бетона с оригинальной конструкцией крыши, частично покрытой настоящим зеленым газоном, 85 % выделил Евросоюз. Общая площадь Центра составляет свыше 5 тысяч кв.м. Помимо многочисленных оборудованных кружков и творческих мастерских, которые для детей региона абсолютно бесплатны, в Zeimuļs расположились Дом народных умельцев, специально оборудованные хорошей аппаратурой конференц-залы, магазин латгальских сувениров, кафе.
Здесь же создан Центр развития туризма, выдвинутого одним из приоритетов Резекне.
В том же 2012 году завершилось строительство другого знакового для региона объекта — Латгальского посольства Gors («Дух» по-латгальски), концертного зала с лучшей акустикой в Латвии, оснащенного по последнему слову техники.
29 и 30 мая 2013 года грандиозными концертами было отмечено открытие Gors, или Восточно-Латвийского регионального многофункционального центра, первого вновь построенного в восстановившей независимость Латвии концертного зала, предназначенного и для профессионального (балет, мюзиклы, концерты симфонической, хоровой и камерной музыки), и любительского искусства.
Проект концертного зала дума под руководством Барташевича получила готовым, однако добилась утверждения новой схемы финансирования, сократив долю города до 2 млн латов вместо 9 млн, предполагавшихся изначально. Общие инвестиции на строительство составили 10,5 млн.латов.

### Поддержка избирателей
На следующих муниципальных выборах 1 июня 2013 года народ поддержал начатые под руководством Александра Барташевича перемены: за возглавляемый им список «Центра согласия» было отдано уже 48,34 % голосов. Увеличилась и личная поддержка мэра: каждый третий избиратель поставил ему отличную оценку (всего 3685 плюсов). Однако общее количество жителей (и избирателей) за период между выборами в городе сократилось на 2 тысячи.
Поэтому в очередной период работы думы команда Барташевича сосредоточилась на развитии предпринимательства и создании рабочих мест. Эта стратегия получила одобрение резекненцев: на муниципальных выборах 2017 года за социал-демократическую партию «Согласие» было подано 59 % голосов и она получила в думе 9 мандатов, более половины проголосовавших за эту партию (6 912 человек) отметили заслуги мэра А.Барташевича, поставив ему в бюллетене плюсы: 4790, что почти на четверть больше, чем на предыдущих выборах.

## Приграничное сотрудничество
Одним из первых проектов Барташевича на посту мэра было налаживание приграничного сотрудничества «Россия — ЕС». Он отправился с визитом к соседям во Псков, принимал у себя псковского губернатора А.Турчака. Это была заявка на миллионы, которые находятся в кубышке программы приграничного сотрудничества. «У нас есть свободная экономическая зона, уникальные возможности вкладывать деньги и выходить на европейский рынок для россиян в рамках международной кооперации, — заявил мэр Резекне на встрече с руководителями области. — Мы активно работаем с предпринимателями, которые откликаются на этот призыв, упорядочиваем инфраструктуру для облегчения инвестиций: готовим площадки и все возможности, чтобы предприниматель пришел, взял в аренду помещения или землю и сразу начал свой бизнес».
Латвия лидирует по объему инвестиций в Псковской области. Однако «зонтичное соглашение» между властями регионов способно придать предпринимательству новое качество, считает Барташевич. Он инициировал в Резекне ряд проектов с Россией без оглядки на правительство, так как считает, что сотрудничество соседей должно быть максимально интенсифицировано, и Резевне есть что показать. Например, «Водоканал», где благодаря европейским средствам создано современнейшее предприятие, увеличившее охват услугами централизованного водоснабжения и канализации с 75 % до 95 % жителей города.

## Проекты государственного значения
В период планирования ЕС с 2013 по 2019 годы Барташевич и Резекненская дума инициировали программу фонда ERAF 5.6.2. «Ревитализация территорий с восстановлением деградированных территорий в соответствии с интегрированными программами развития самоуправлений» (Teritoriju revitalizācija, reģenerējot degradētās teritorijas atbilstoši pašvaldību integrētajām attīstības programmām. — лат.), по которой самоуправления Латвии получат 264 623 652 евро. Латгалии из этой суммы причитается чуть более четверти, а главная задача программы — создание рабочих мест.
Резекне участвовало в появлении программы, так как у города был опыт освоения средств в предыдущий плановый период, с акцентом на образование и культуру, восстановление дорог. Однако промышленную зону Северного района в рамках таких программ было невозможно восстановить. Поэтому еще в 2011 году было подано предложение в Министерство экономики о приведении в порядок деградированных территорий, чтобы наконец и их запустить в оборот. Идея была принята и оформлена в европейскую программу, так как была актуальной для многих.
Как говорится в пояснении к программе, Министерство защиты среды и регионального развития (VARAM) в 2013 году проанализировало ситуацию на местах и установило, что в региональных центрах есть 5826 га деградированных территорий, из которых планировалось вернуть к жизни 891 га, или 14,1 %. Реально в программу попало 622 га заброшенных промзон; одна из крупнейших находится в Резекне — Северный район. Там на месте бывших заводских корпусов будет создан индустриальный парк с потенциалом в более чем 400 рабочих мест.

Из 70 гектаров 24 должны быть выведены из категории деградированных, на что предусмотрено 12 млн евро. Обеспечивая готовую инфраструктуру, город минимизирует затраты на создание производств для инвесторов, предлагая им помощь структурных фондов ЕС, хорошо развитую сферу образования и кадровый потенциал с хорошими знаниями, а также логистику — железнодорожный, автомобильный транспорт. Дума планирует даже развивать грузовое авиасообщение на взлетно-посадочной полосе, перенятой у Минобороны Резекненским краем.
«Мы пытаемся подстраивать работу самоуправления под нужды предпринимателей, у них в первую очередь спрашиваем, какая помощь им нужна. Чтобы было принято главное решение: если инвестировать, то обязательно в Резекне. Если создавать рабочие места, то у нас на территории. В этом и наша выгода». Александр Барташевич.

## Резекне на карте мира
Барташевич выдвинул идею рекламировать Резекне как замечательный город, откуда не то что не надо уезжать — куда надо возвращаться и переезжать на жительство, потому что здесь хорошо можно заработать. И интересно провести досуг. Культурная жизнь в городе должна быть не только разнообразна, но и многонациональна, считает мэр.

### Звёзды мировой величины
Сцена культурного центра Gors стала площадкой, на которой выступают звёзды мировой величины — например, резекненка, кавалер Ордена Трёх звезд, сопрано Кристине Ополайс. Кстати, она училась в той же средней школе № 6, что и Барташевич. Мэр гордится тем, что певица с радостью выступает и гостит в родном городе, где по сей день живёт её мама, и город может себе позволить заплатить за это достойный гонорар. Таким образом, в календаре оперной дивы наряду с Метрополитен, La Scala, Венской и Баварской оперой и другими знаменитыми сценами значится и Gors. Резекне в ноябре 2016 года присвоило ей звание почётного гражданина.
24-31 октября 2015 года в Латгальском посольстве Gors прошёл первый фестиваль органной музыки «ОРГАНизмы», инициатором и художественным руководителем которого стала органистка Ивета Апкална. Тема первого органного фестиваля — символическое создание мира. А его проведение возможно благодаря покупке концертного электронного органа Johannus Eclessia в 2014 году. Ивета Апкална соединила на сцене родного города органную музыку и танцевальные импровизации, театрализованное чтение стихов Райниса в сопровождении детского пения, звуков органа и ударных инструментов. Ее идею поддержали Резекненская городская дума, Государственный фонд культурного капитала, Министерство культуры Латвии и акционерное общество «Latvijas valsts meži». Таким образом Латгальское посольство Gors нашло своё место на карте мира органной музыки. А ранее Инга Апкална привезла из Базеля и подарила музыкальной школе, которую закончила когда-то, коллекцию нот Баха, Моцарта и других композиторов.

### Память о родине
24 августа 2012 года в Резекне возле дома, где в детстве и отрочестве жил Юрий Тынянов, был установлен памятник замечательному русскому писателю. С 1982 года на его родине писатель Вениамин Каверин организовал Тыняновские чтения. Теперь их оргкомитетом руководит профессор Литературного института Мариэтта Чудакова, они проходят каждые два года. Бронзовый бюст писателя работы скульптора Мары Калныни долгие годы хранился в средней школе № 6, где был организован музей. Редактор газеты «Панорама Резекне» Валентин Сергеев выступил с инициативой превратить бюст в памятник. Письмо в Министерство культуры подписали видные деятели культуры города и края — более 50 человек. Проект поддержала Резекненская дума, а горожане помогали ему совершенно бескорыстно: Павел Остапцев подготовил проект установки, а фирма Dana изготовила постамент из гранита.

### Латгальская сила
8 августа 2012 года в Резекне увековечен Антон Кукойс — латгальский поэт, писатель, а также художник, керамик, актер, режиссер. С идеей выступила скульптор Светлана Скачкова, которая считает Кукойса олицетворением Латгальца — веселого, открытого и хлебосольного. Фигура в человеческий рост изготовлена в Литейном дворе монументальных скульптур в Санкт-Петербурге, а установлена в сквере у Латгальского культурно-исторического музея. Писатель как будто увидел вас и встал со скамейки, оставив на ней свой портфель, который уже отполирован жителями и гостями города до блеска.
Оценка деятельности
Министерство разработало законопроект о назначении в Резекне временной администрации.
• Ещё осенью 2023 года в Минрегионов заявили о выявлении в Резекненском самоуправлении "финансовых нарушений, которые привели к невозможности погашения финансовых обязательств". С такой мотивировкой министр регионального развития Инга Берзиня отстранила мэра города Александра Барташевича от занимаемой должности. Своё отстранение мэр Резекне оспорил в суде.
Также СГБ Латвии сообщала Барташевичу о недопустимости его позиции. Мэра исключили из партии "Согласие" и затем отстранили от должности.
В июне 2025 года, по итогам выборов в думу Резекне, был вновь избран мэром Резекне.

## Награды
9 июня 2016 года А.Барташевичу вручен серебряный знак почета второй степени Латвийского государственного фонда Лачплесиса. Наградой отмечен труд на благо города Резекне и Латгальского региона. Знак почета вручил президент государственного фонда «Лачплесис» Янис Иварс Каспарсонс.

## Семья
Супруга Ольга — предприниматель.
Сын Владислав работает в сфере финансов.

## Увлечения
Водный спорт, альпинизм, архитектура (проектирование).
Владеет русским, латышским, английским языками.